# Radosław Sikorski
Radosław Tomasz "Radek" Sikorski (Bydgoszcz, 23 februari 1963) is een christendemocratisch Pools politicus en journalist. Sinds 13 december 2023 is hij minister van Buitenlandse Zaken in de Poolse regering onder premier Donald Tusk. Eerder bekleedde hij deze functie al tussen 2007 en 2014. Ook was Sikorski onder meer minister van Defensie (2005–2007), voorzitter van het Poolse parlement (de Sejm) (2014–2015) en Europarlementariër (2019–2023).

## Biografie
Sikorski was betrokken bij de sociale beweging van Solidarność in de jaren 70. In maart 1981 leidde hij de studentenstaking in Bydgoszcz. Toen in december dat jaar de staat van beleg werd ingevoerd, vluchtte Sikorski naar het Verenigd Koninkrijk. Daar studeerde hij filosofie, politiek en economie aan het Pembroke College, Universiteit van Oxford. Aan Oxford was hij lid van de Bullingdon Club, waar ook David Cameron en Boris Johnson lid van waren. Na zijn studie ging Sikorski werken als freelance journalist.
In 1984 verkreeg Sikorski de Britse nationaliteit. Midden jaren 80 werkte hij als oorlogsjournalist in Afghanistan en Angola. Voor een foto die hij in Afghanistan nam, won hij in 1988 de World Press Photo-prijs. In 1990 werd hij adviseur voor Rupert Murdoch over investeringen in Polen.

### Onderminister
In 1992 keerde Sikorski terug naar Polen, alwaar hij tijdelijk onderminister van Defensie werd. Van 1998 tot 2001 diende hij als onderminister voor Buitenlandse Zaken in de regering van Jerzy Buzek. Tijdens deze periode voerde hij een hard beleid over de status van het Poolse burgerschap. Polen weigerde dubbele nationaliteiten van Poolse emigranten te erkennen. Deze regeling werd ingevoerd als middel tegen vertrekkende reizigers uit met name de Verenigde Staten, Canada en Australië. Deze reizigers konden niet uit Polen vertrekken voor ze een Pools paspoort hadden verkregen.
Van 2002 tot 2005 was Sikorski lid van het American Enterprise Institute in Washington D.C. en uitvoerend directeur van de New Atlantic Initiative.

### Minister
In 2005 keerde hij terug naar het Poolse parlement als minister van Defensie. Hij trok zich op 5 februari 2007 terug uit deze positie vanwege conflicten met de toenmalige Poolse premier Jarosław Kaczyński en het hoofd van het leger, Antoni Macierewicz.
Op 12 september 2007 verliet Sikorski zijn oude partij, Prawo i Sprawiedliwość, en voegde zich bij het Burgerplatform als hun voornaamste kandidaat voor de verkiezingen van de Sejm dat jaar. Na de verkiezingen werd hij minister van Buitenlandse Zaken onder premier Donald Tusk. Hij bekleedde deze functie in de kabinetten Tusk I (2007–2011) en Tusk II (2011–2014).
Sikorski is een pro-Amerikaans politicus en sterk voorstander van het Poolse lidmaatschap van de Europese Unie. Hij was een grote kanshebber om Jaap de Hoop Scheffer in juli 2009 op te volgen als secretaris-generaal van de NAVO, maar in plaats van Sikorski werd Anders Fogh Rasmussen verkozen tot secretaris-generaal.
Op 30 mei 2014 werd Sikorski voorgedragen om Catherine Ashton op te volgen als EU-buitenlandcoördinator. Uiteindelijk ging deze functie echter naar de Italiaanse Federica Mogherini.

### Voorzitter Sejm
Op 22 september 2014 werd in Polen een nieuwe regering geïnstalleerd onder leiding van Ewa Kopacz, in opvolging van het kabinet van Donald Tusk, die voorzitter van de Europese Raad werd. Sikorski werd in die regering vervangen als minister van Buitenlandse Zaken door Grzegorz Schetyna. Sikorski werd voorzitter van de Sejm. In juni 2015 trad hij terug naar aanleiding van de publicatie van in het geheim opgenomen gesprekken in een restaurant (Waitergate).

### Europarlementariër
In 2019 stelde Sikorski zich kandidaat bij de Europese Parlementsverkiezingen. Hij werd verkozen en trad op 2 juli van dat jaar aan als Europarlementariër. Zijn ambtstermijn, die tot 2024 zou lopen, diende hij niet geheel uit: in december 2023 gaf hij zijn zetel in Brussel op om terug te keren naar de Poolse politiek. Hij werd opnieuw benoemd tot minister van Buitenlandse Zaken in de Poolse regering, het ambt dat hij tussen 2007 en 2014 ook bekleed had. Net als in die periode dient hij opnieuw onder het premierschap van Donald Tusk.

## Gezin
Sikorski is getrouwd met de Amerikaanse journaliste en historicus Anne Applebaum. Samen hebben ze twee kinderen.